# Ponte romanico di Puente la Reina
Il ponte romanico di Puente la Reina è un ponte ad arco 
che si trova presso la città spagnola di Puente la Reina sul fiume Arga. Risale all'XI secolo e rappresenta uno dei principali punti d'interesse sul  Camino Francés, uno dei rami del Cammino di Santiago di Compostela.

## Origine del nome

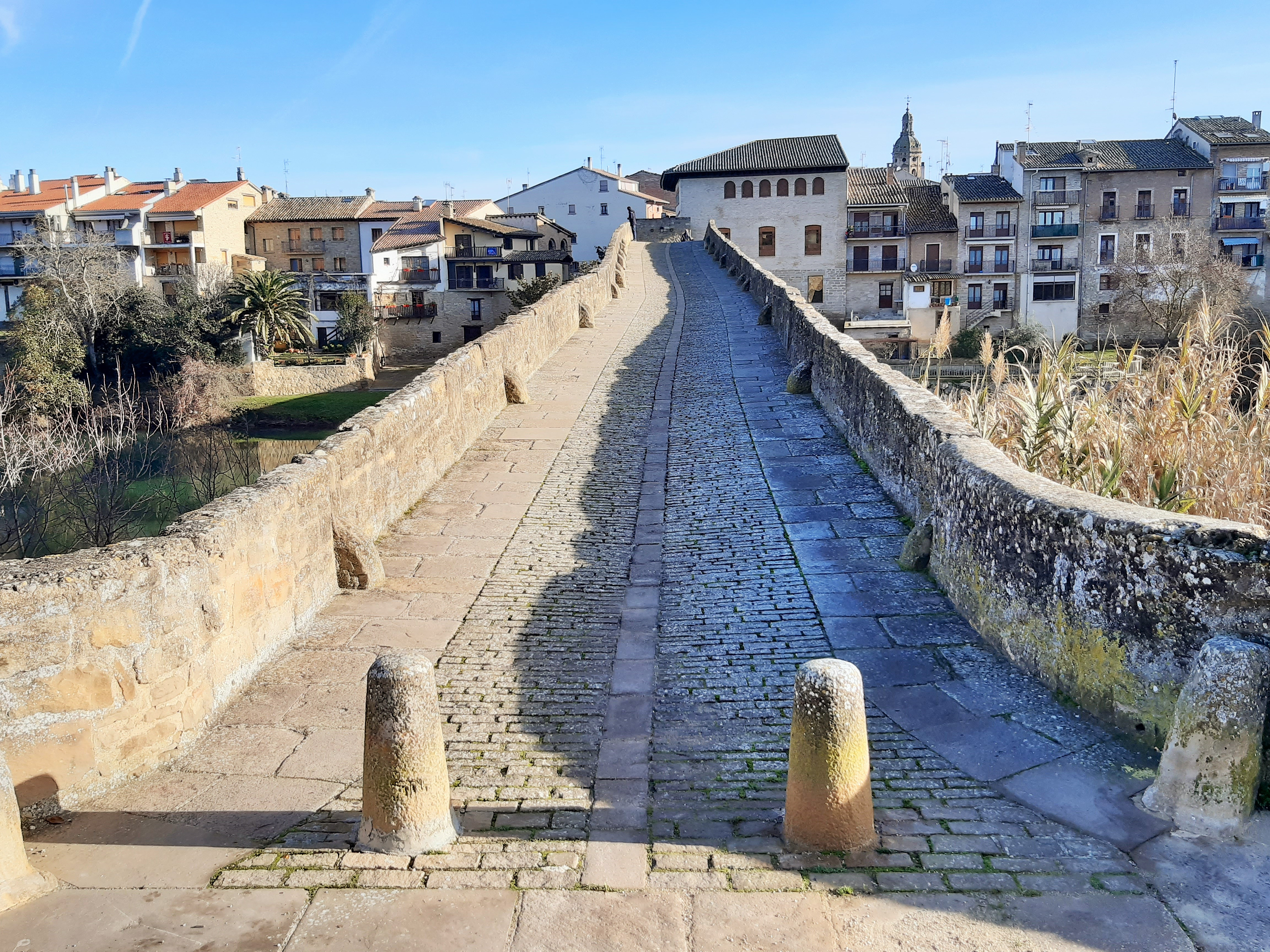
Puente la Reina, accesso al ponte

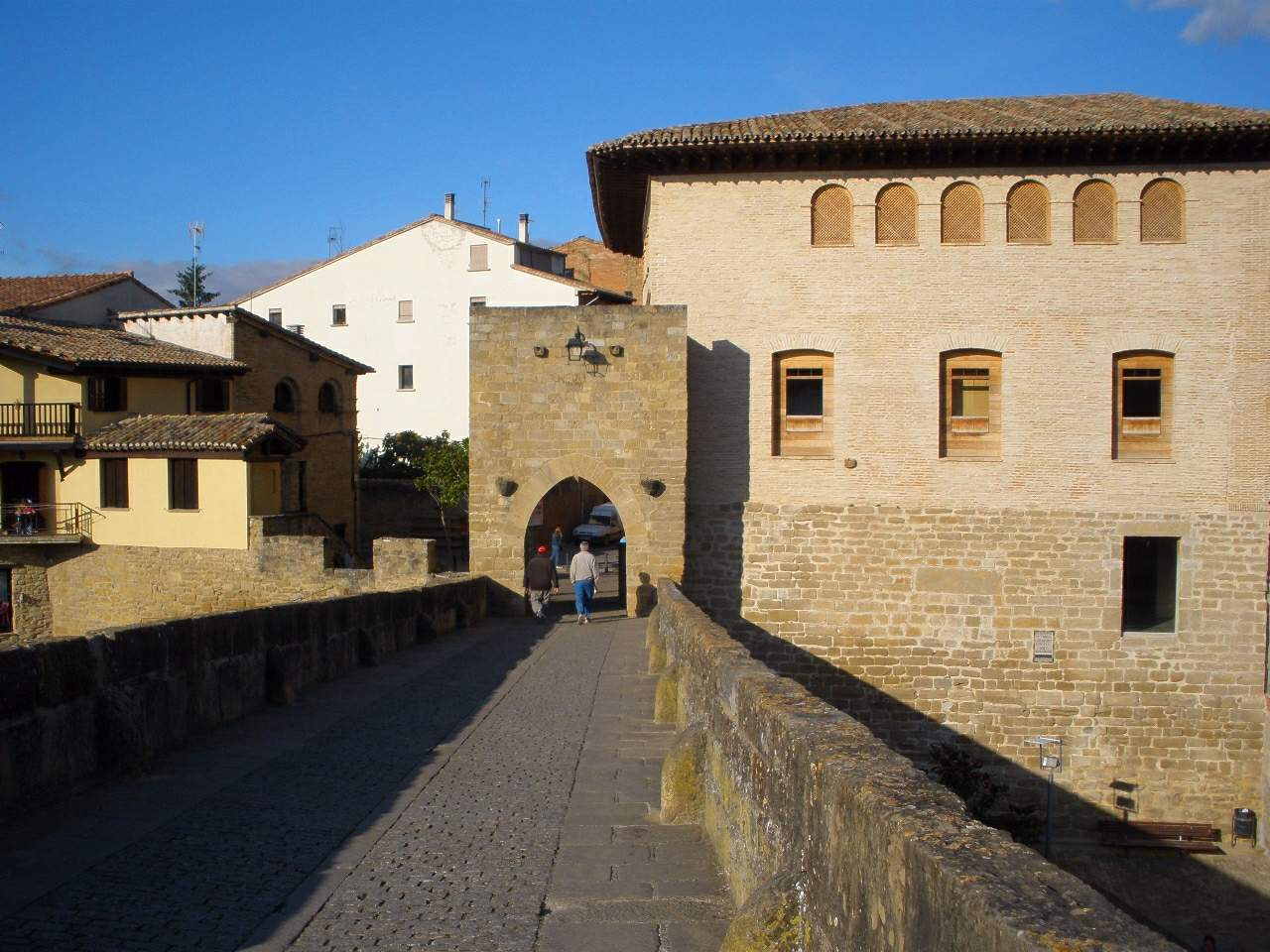
Puente la Reina, ingresso in città dal ponte

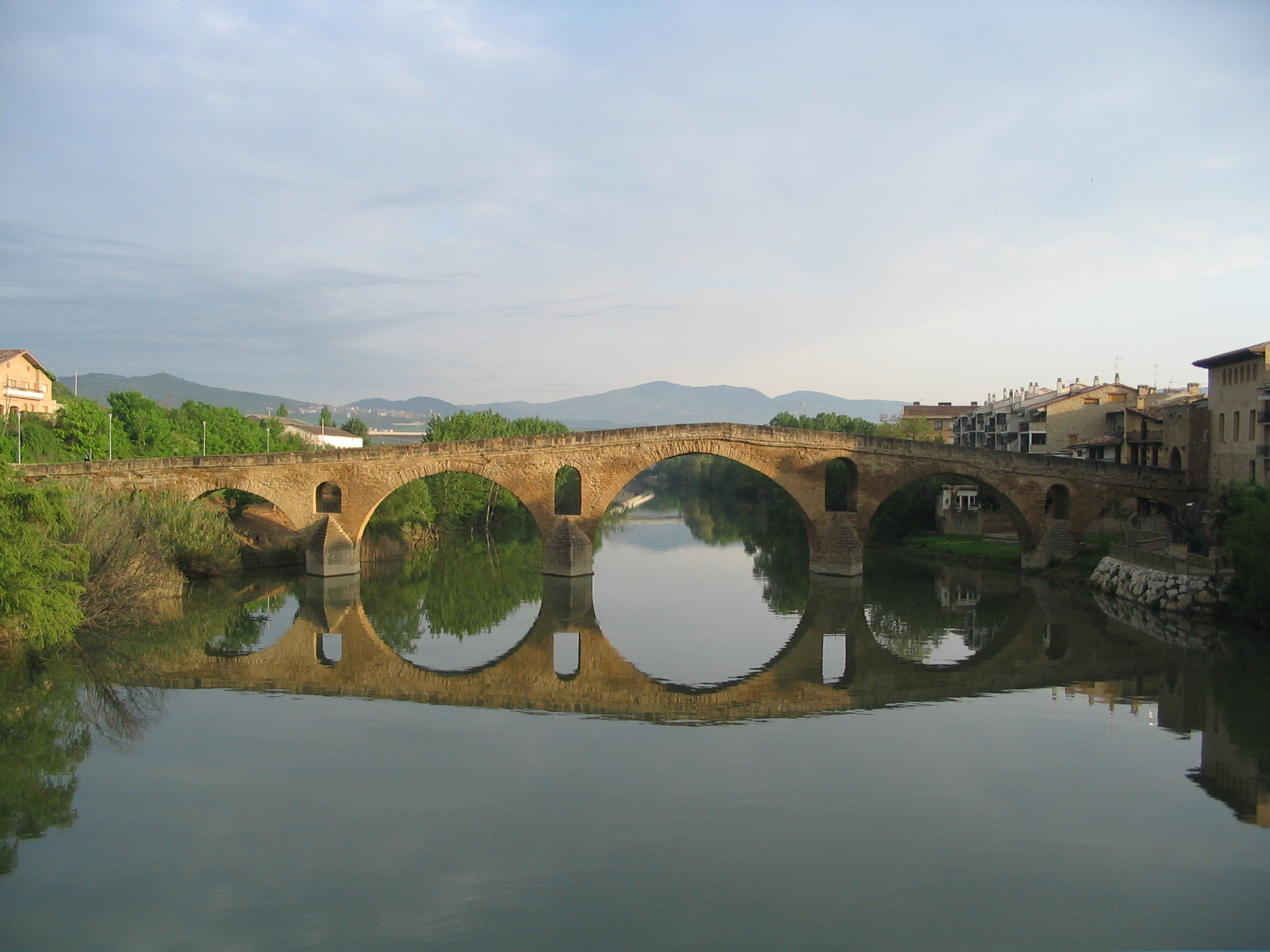
Visione laterale del ponte

Il ponte della regina prende il nome da una regina ma le fonti non sono concordi su quale esattamente ne abbia ordinato la sua costruzione. Potrebbe essere stata Munia di Castiglia, sposa di Sancho III Garcés di Navarra e chiamata Mayor oppure la figlia Stefania di Foix, sposa di García III Sánchez di Navarra.

## Storia
L'opera venne costruita attorno alla metà dell'XI secolo con lo scopo di superare il fiume Arga e rendere più facile il pellegrinaggio tra Pamplona ed Estella lungo il Cammino di Santiago di Compostela. Una leggenda vuole che la sua costruzione sia legata al pegno verso la Madonna e al centro era stata costruita una torre di difesa con l'immagine raffigurante la Vergine del Puy in seguito spostata nella chiesa di San Pietro.

## Descrizione
Il ponte ha una lunghezza complessiva di 110 metri con una carreggiata larga 4 metri. Si regge su 6 grandi archi semicircolari di altezza crescente verso il centro. Anticamente erano presenti torri utilizzate con funzioni di difesa e punti dove veniva richiesto il pagamento del pedaggio. La tradizione voleva che i pellegrini lo attraversassero scalzi.